# Баумайстер, Мюриэль
Мю́риэль Баума́йстер Ноэ́ль (нем. Muriel Baumeister Noël; 24 января 1972, Зальцбург, Австрия) — австрийско-немецкая актриса.

## Биография
Мюриэль Баумайстер родилась 24 января 1972 года в Зальцбурге (Австрия) в семье актёра Эдвина Ноэля (1944—2004). У неё есть младшие сестра-актриса Пери Баумайстер (род.1986) и брат (род.1994).

## Карьера
Мюриэль дебютировала в кино в 1990 году, сыграв роль Би Доннер в телесериале «Ein Haus in der Toskana». В 1997 году она сыграла одну из своих самых известных ролей — медсестру в больнице в фильме «Достучаться до небес» (в фильме она обследует подростка, которому повредили колено, сбив его машиной). Всего сыграла более чем в 80-ти фильмах и телесериалах.

## Личная жизнь
До 1998 года Мюриэль была замужем за актёром Рейнером Стрекером (род.1965). В этом браке Баумайстер родила своего первенца — сына Линуса Стрекера (род.1993).
В 2003—2006 года Мюриэль состояла в фактическом браке с актёром Пьерром Бессоном (род.1967). В этих отношениях Баумайстер родила своего второго ребёнка — дочь Фриду Бессон (род.14.03.2006).